# Riikka Manner
Riikka Manner (née le 24 août 1981 à Varkaus) est une femme politique finlandaise, membre du Parti du centre.

## Biographie
Elle est élue députée européenne lors des élections européennes de 2009.
Au cours de la 7e législature au parlement européen, elle siège au sein du Alliance des démocrates et des libéraux pour l'Europe. Elle est membre de la Commission du développement régional et de la Délégation à la commission de coopération parlementaire UE-Russie.